# 小行星3930
小行星3930（英語：3930 Vasilev）是一颗围绕太阳公转的小行星。1982年10月25日，柳德米拉·瓦斯列娜·朱然勒娃在克里米亚发现了此天体。
这颗小行星的绝对星等为247.8729806817407等。